# Fjord Line
Fjord Line AS is een Noorse rederij die al sinds 1993 een veerverbinding onderhoudt tussen Denemarken en de Noorse westkust. 
Sinds 1 januari 2008 is Fjord Line gefuseerd met Master Ferries met voortzetting van de route tussen het Deense Hirtshals en Kristiansand (in Noorwegen) uitgevoerd door een snelboot. 
Er wordt een dagelijkse veerverbinding onderhouden tussen Hirtshals en het Noorse Stavanger en Bergen.
Sinds 2014 zijn er nog twee veerverbindingen bij gekomen:
- Sandefjord (Noorwegen) - Strömstad (Zweden)
- Hirtshals - Langesund (Noorwegen)

Fjord Line heeft vier schepen:                    
*de Ms Bergensfjord,                    
*Ms Stavangerfjord,                    
*Ms Oslofjord en;                    
*Fjord cat.                    

## Galerij

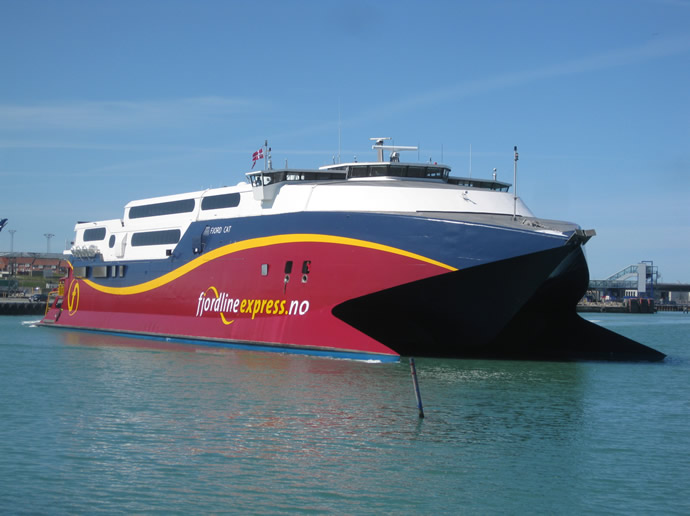
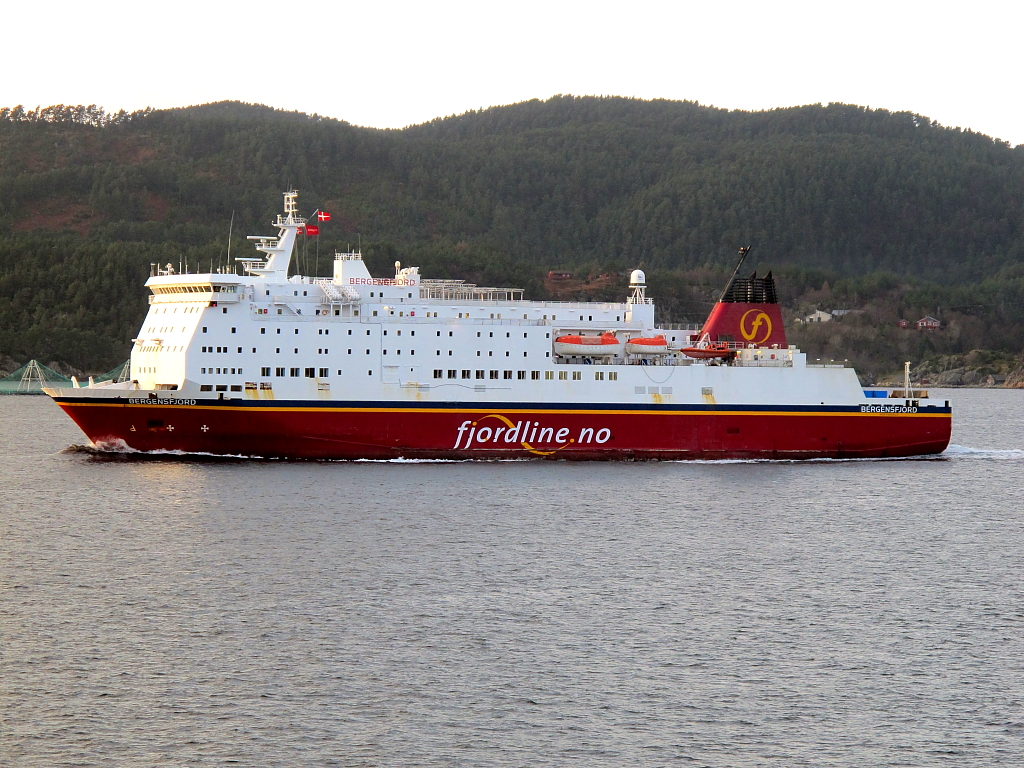
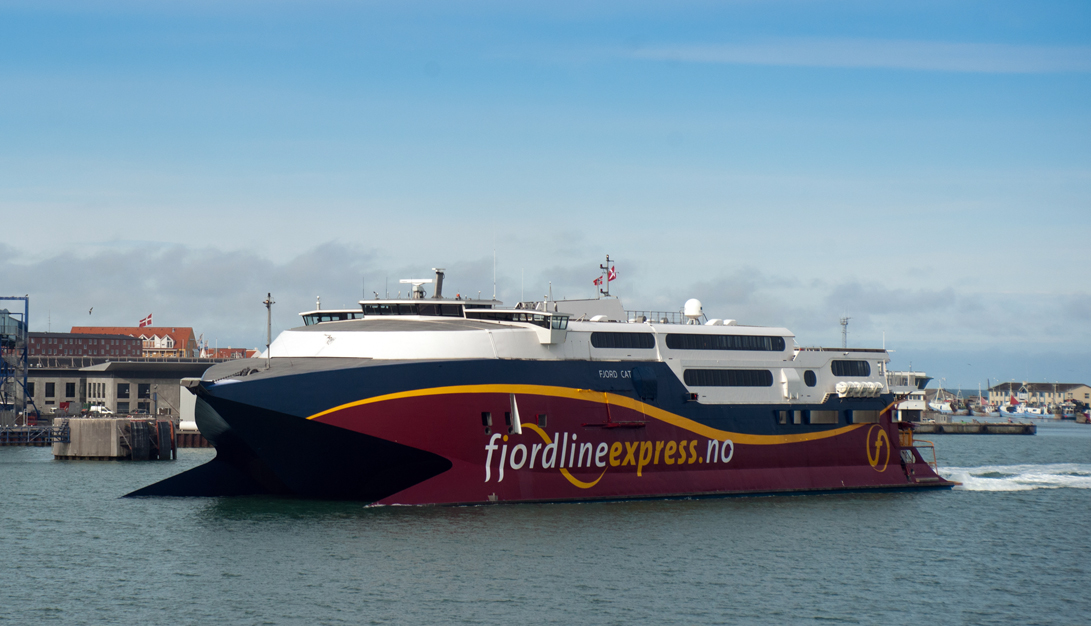
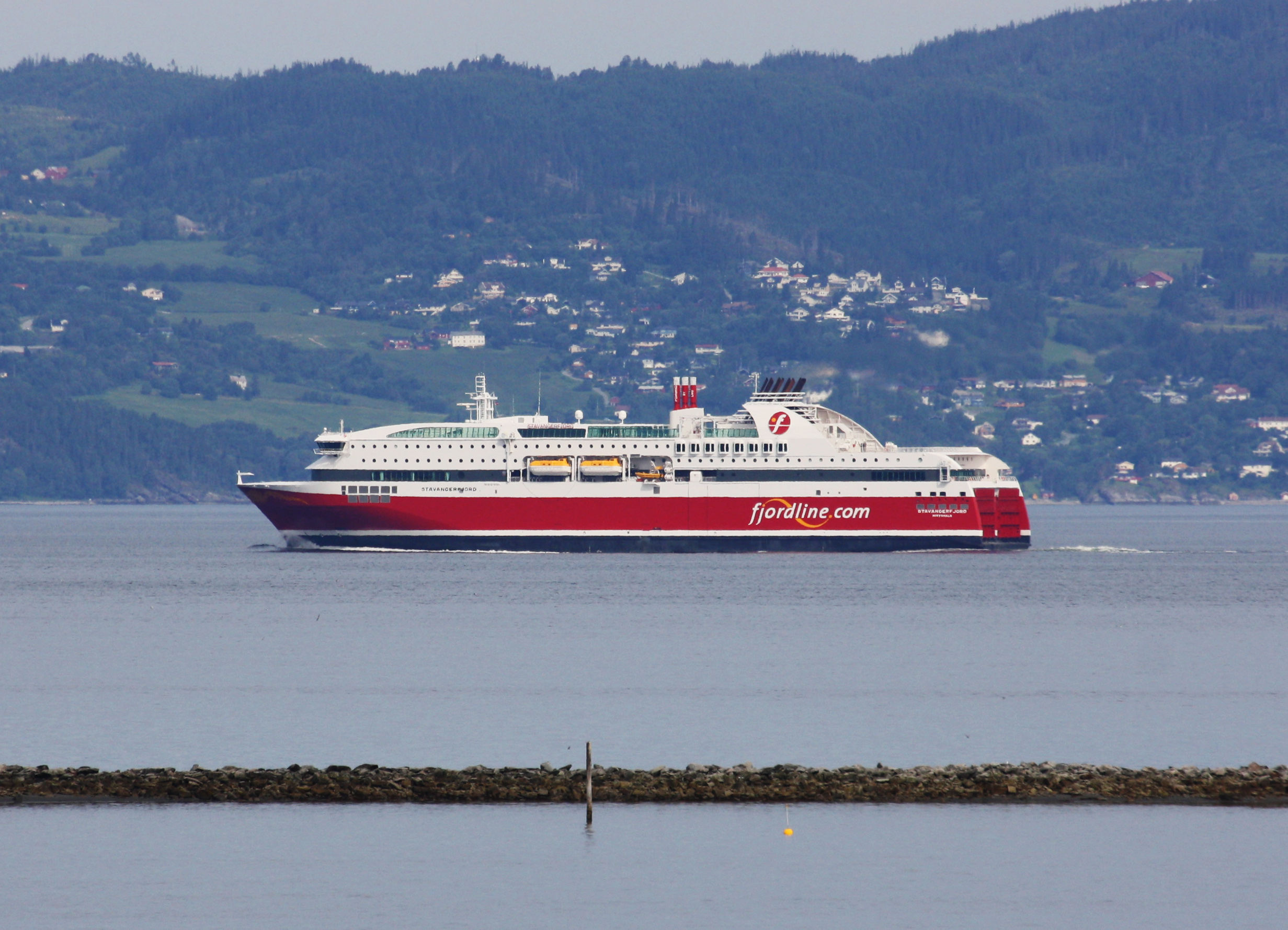
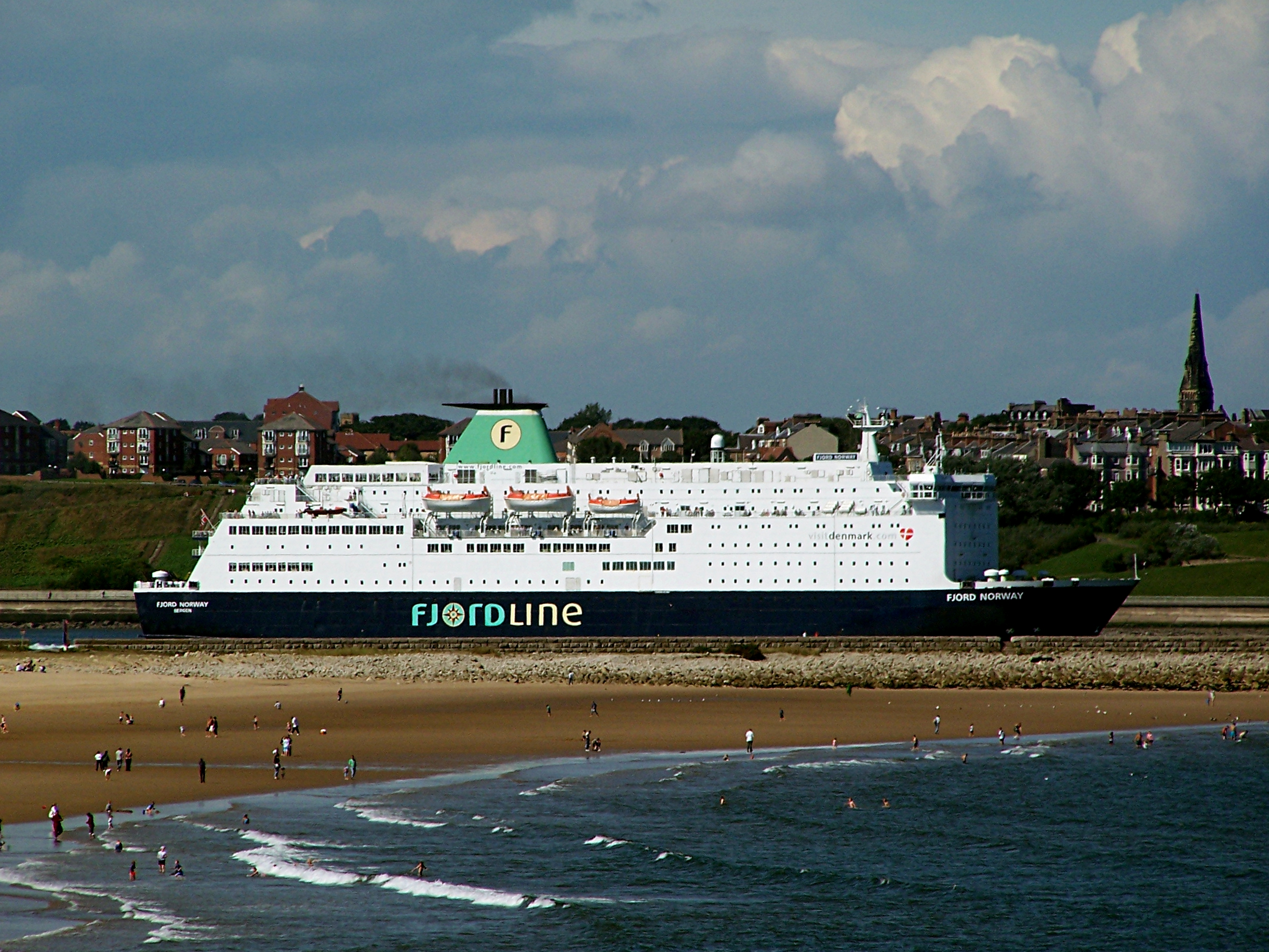